# Skånska luftvärnskåren

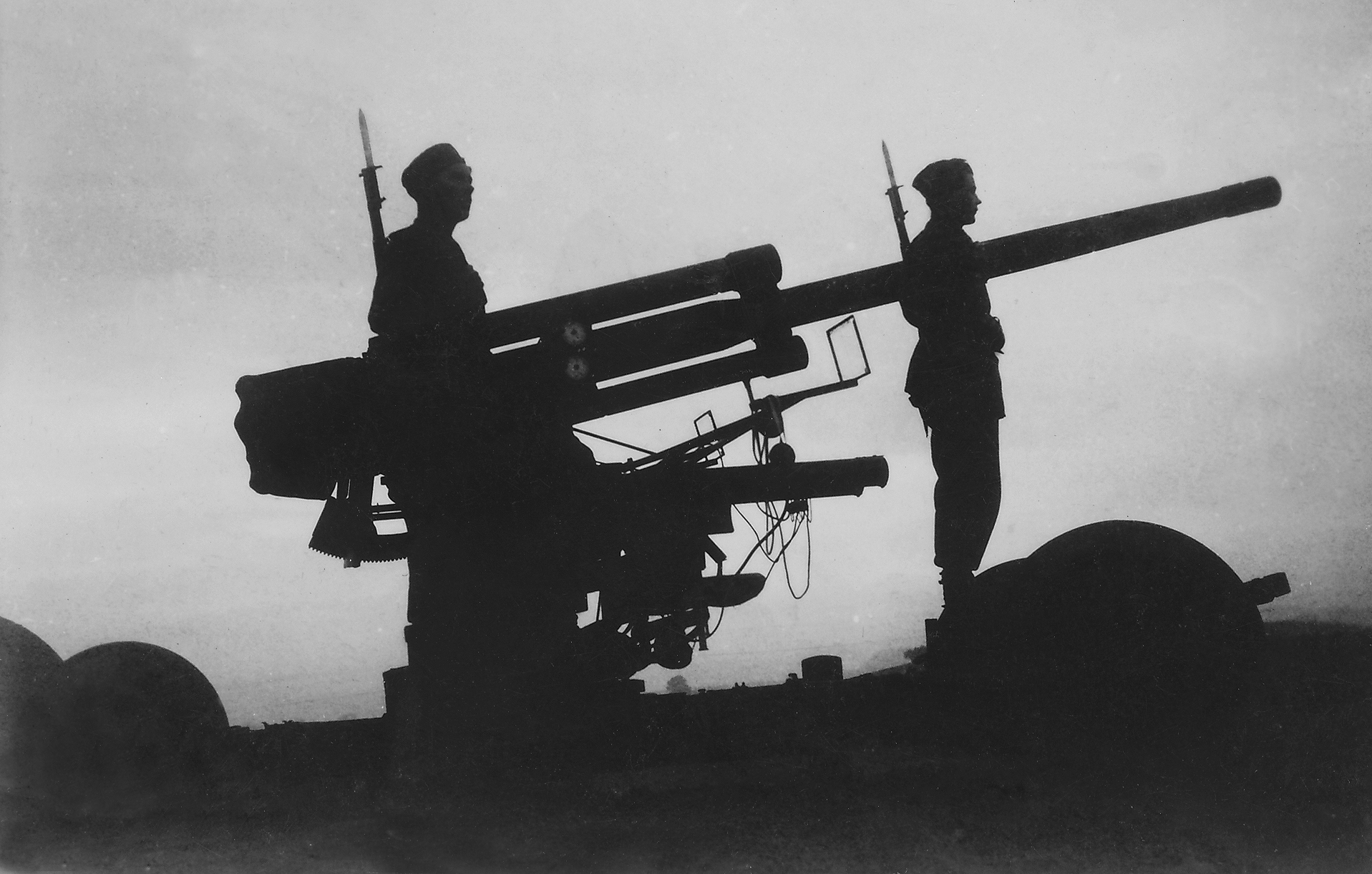
Luftvärnssoldater på post i december 1943 med 7,5 cm lvpjäs m/37 i höjderna vid nuvarande vattentornet i Ystad.

Skånska luftvärnskåren (Lv 4) var ett luftvärnsförband inom svenska armén som verkade i olika former åren 1941–1997. Förbandsledningen var förlagd i Ystads garnison i Ystad.

## Historia

### Bildandet
Genom försvarsbeslutet 1936 fick luftvärnet en självständigare roll inom artilleriet, vilket bland annat resulterade i att ett flertal luftvärnsdivisioner organiserades, där bland annat en division förlades till Malmö. Divisionen sattes upp som en beredskapsdivision av Östgöta luftvärnsregemente den 1 oktober 1941 under namnet Malmö luftvärnsdivision (A 10 M).
Genom försvarsbeslutet 1942 beslutades att avskilja luftvärnet från artilleriet, för att bilda ett eget truppslag, luftvärnet. Förändringen resulterade bland annat i att Malmö luftvärnsdivision avskiljdes från Östgöta luftvärnsregemente och bildade den 1 oktober 1942 Skånska luftvärnskåren (Lv 4).
Genom försvarsbeslutet 1958 kom kåren att omorganiseras till regemente den 1 juli 1962 och fick det nya namnet Skånska luftvärnsregementet (Lv 4). Detta berodde på två saker: Dels köpte Sverige robotsystemet HAWK i början av 1960-talet, vilket ledde till att luftvärnsrobotförband organiserades vid kåren 1962. Men även för att två avvecklades utbildningsförband avvecklades, Karlsborgs luftvärnsregemente (Lv 1) och Östgöta luftvärnsregemente (Lv 2), vilkas utbildningskontingent överfördes till Skånska luftvärnsregementet.

### 1974 års regeringsform
I samband med att 1974 års regeringsform trädde i kraft den 1 januari 1975, ändrades namnet från Kungliga Skånska luftvärnsregementet till enbart Skånska luftvärnsregementet. Samtidigt fråntogs Konungen den formella rollen som högste befälhavare för krigsmakten, vilket även kom att gälla rollen som förbandschef över gardesförbanden. Från den 1 januari 1975 blev monarken istället hederschef över gardesförbanden.

### OLLI-reformen
I samband med OLLI-reformen vilken genomfördes inom försvaret åren 1973 och 1975, sammanslogs Södra skånska regementet (P 7) med Malmö försvarsområde (Fo 11) och bildade 1976 försvarsområdesregemente P 7/Fo 11. Detta medförde att Skånska luftvärnsregementet som ingick i Malmö försvarsområde kom att bli ett B-förband (utbildningsregemente), och dess mobiliserings- och materialansvar överfördes till Södra skånska regementet, som blev ett A-förband (försvarsområdesregemente). Inför beslutet om att Södra skånska regementet blev ett försvarsområdesregemente, framförde chefen för armén Carl Eric Almgren att Skånska luftvärnsregementet borde ha ett företräde till att bli försvarsområdesregemente för Malmö försvarsområde.

### Försvarsbesluten
Regeringens proposition 1977/78:65, gällande om vissa organisationsfrågor m. m. rörande försvaret, antogs av riksdagen den 15 december 1977. Propositionen innehöll bland annat en omlokalisering av Skånska luftvärnsregementet till Ystad för att där samlokaliseras med Södra skånska regementet. Bakgrunden var bland annat att regeringen i sin proposition ansåg att Skånska luftvärnsregementet hade otillfredsställande tillgång på övningsmark i Malmö. Och att kasernetablissemanget i Malmö var i behov av omfattande investeringar för att kunna bibehållas på en längre sikt, vidare var det inte heller lämpade att byggas ut för att rymma större utbildningsenheter. Från den 1 juli 1982 började Skånska luftvärnsregementet verka från Ystad. I Ystad var regementet samlokaliserade med Södra skånska regementets försvarsområdesstab, då Malmöbrigaden (PB 7) omlokaliserades den 10 juni 1982 till Revingehed.
Genom försvarsbeslutet 1992 kom samtliga utbildningsregementen som int uppsatte ett krigsförband i regementsstorlek inte heller att benämnas regemente. Detta då regeringen ansåg att grundorganisationen skulle spegla krigsorganisationen. I samband med detta reducerades regementet den 1 juli 1994 till kår och återfick sitt gamla namn Skånska luftvärnskåren (Lv 4).
Inför regeringens förslag till statsbudget för budgetåret 1993/1994, så föreslog regeringen Carl Bildt att Skånska luftvärnsregementet tillsammans med kasernetablissementet skulle avvecklas senast den 31 december 1994. Det som en ytterligare åtgärd för att uppfylla sparmålen i 1992 års stabiliseringsproposition. Som en konsekvens av förslaget så skulle utbildningen vid Skånska luftvärnsregementet företrädesvis överföras till Halmstad och Norrtälje. Överbefälhavaren fick i uppdrag med att utreda den lämpligaste fördelningen ur operativ, ekonomisk och produktionsmässig synvinkel. Södra skånska regementets kvarvarande verksamheten i Ystad föreslogs samtidigt lokaliseras i sin helhet till Revinge garnison. Regeringens beslutsunderlag ansågs bristfälligt, vilket gjorde att luftvärnsinspektören Sven Sjölander avgick under uppseendeväckande former. Regeringen beordrade Chefen för armén att tillsätta en snabbutredning, för att få fram tillförlitligare underlag för sitt förslag. Den utredningen kom dock fram till att Skånska luftvärnsregementet hade de överlägset bästa övningsbetingelserna för luftvärnet. Det genom att fanns moderna övningshallar och logement i tillräcklig mängd för ett sammanslaget luftvärnsregemente. Försvarsutskottet föreslog i sin tur att Skånska luftvärnsregementet skulle kvarstå i Ystad och att Göta luftvärnsregemente i Göteborg skulle avvecklas istället för att omlokaliseras till Halmstad. Därmed menade man på att armén skulle undvika en investering på närmare 140 miljoner i logement och övningshallar i Halmstad. Försvarsutskottet ansåg att deras förslag skulle uppnå väsentliga besparingar i luftvärnsutbildning och en ökad rationalitet i Södra militärområdet. Regeringen som inte hade egen majoritet i riksdagen, fick efter en uppgörelse med Ny demokrati dra tillbaka förslaget med att Skånska luftvärnsregementet skulle avvecklas.
Inför försvarsbeslutet 1996 stod det klart att hela den svenska krigsorganisationen skulle minskas. Därmed skulle även antalet luftvärnsförband i krigsorganisationen reduceras. Försvarsmakten föreslog att Göta luftvärnskår (Lv 6) i Halmstad skulle utgå ur freds- och krigsorganisationen. Regeringen ansåg dock att Skånska luftvärnskåren skulle utgå, det på grund av  det skulle ge bättre förutsättningar för
en ekonomiskt fördelaktig helhetslösning än en avveckling av luftvärnskåren i Halmstad, vilken hade omlokaliserats till Halmstad vid det tidigare försvarsbeslutet. Därmed kom riksdagen att besluta att luftvärnskåren skulle upplösas och avvecklas senast den 31 december 1997. Vid sidan om beslutat gällande Skånska luftvärnskåren, beslutades även att Södra skånska regementet (P 7/Fo 11) skulle avvecklas. Därmed lämnades Ystad helt och hållet som garnisonsstad från den 1 januari 1998.

## Förläggningar och övningsplatser

### Förläggning
I samband med att Östgöta luftvärnsregemente satte upp ett detachement i Malmö garnison den 1 oktober 1941, förlades det till Gamla Borgarskolan på Repslagargatan. Efter att detachementet avskilts och bildade ett eget självständigt förband, kom det att förläggas till Husie den 1 oktober 1943. Inflyttningen skedde fram till 1 december 1943 och den 4 juni 1944 hölls en ceremoni över inflyttningen i det nya kasernetablissementet. År 1963 uppförde där en ny kasern samt 1964 en ny robothall. Från den 1 juli 1982 omlokaliserades luftvärnskåren till Ystads garnison, där man övertog kasernområdet från Södra skånska regementet (P 7).

### Övningsplatser
Luftvärnskåren hade sina övningsplatser på Falsterbo skjutfält. När förbandet omlokaliserades till Ystad började man även öva på Kabusa skjutfält.

## Heraldik och traditioner
Traditionsansvaret för Skånska luftvärnskåren (Lv 4) och Södra skånska regementet (P 7) överfördes till Södra skånska brigaden (MekB 7), vilka sedan den 1 juli 2000 antagit namnet Södra skånska regementet (P 7). Från den 1 juli 2000 bevaras minnet av kåren vid Luftvärnsregementet (Lv 6).

### Björken
Året efter avvecklingen av Skånska luftvärnskåren planterades en björk på kaserngården i Ystad. Detta som ett minne över en tidigare björk, som stått på samma plats och fungerat som riktmärke för generationer av värnpliktiga, i stilen med "samling vid björken" eller "mot björken". Den tidigare björken sågades ner av en värnpliktig 1983, som hade tröttnat på tjatet om björken. Den björk som nu står på den före detta kaserngården är av släktskapet Betula verrucosa.

### Förbandsstandar
År 1943 överlämnade militärbefälhavaren för I. militärområdet, generalmajor Achates Ernst Wilhelm af Klercker, ett förbandsstandar till Skånska luftvärnskåren.

### Kamratförening
Vid Skånska luftvärnskåren bildades den 12 april 1946 kamratföreningen Lv 4 Kamratförening, vilken är en ideell förening och har som syfte att vara en länk och samlingsplats mellan anställda eller värnpliktiga som tjänstgjort vid Skånska luftvärnskåren, vidare vårdar föreningen förbandets minne och traditioner.

### Utmärkelsetecken
Vid avvecklingen av Skånska luftvärnskåren instiftades "Skånska luftvärnskårens minnesmedalj i silver" (SkånlvkMM).

## Förbandschefer
Divisions-, kår- och regementschefer verksamma under perioden 1941–1997:

- 1941–1951: Ernst Jakobsson
- 1951–1954: Erik Rudberg
- 1954–1956: Sven Hådell
- 1956–1961: Carl Reuterswärd
- 1961–1969: Olle Rydner
- 1969–1975: Göran Persson
- 1975–1979: Yngve Berglund
- 1979–1984: Lars Mårtensson
- 1984–1993: Lars Bredberg
- 1993–1995: Christer Sterning
- 1995–1997: Gunnar Jansson

## Namn, beteckning och förläggningsort
| Kungl. Malmö luftvärnsdivision     | 1941-10-01 | – | 1942-09-30 |
| Kungl. Skånska luftvärnskåren      | 1942-10-01 | – | 1962-06-30 |
| Kungl. Skånska luftvärnsregementet | 1962-07-01 | – | 1974-12-31 |
| Skånska luftvärnsregementet        | 1975-01-01 | – | 1994-06-30 |
| Skånska luftvärnskåren             | 1994-07-01 | – | 1997-12-31 |

| A 10 M | 1941-10-01 | – | 1942-09-30 |
| Lv 4   | 1942-10-01 | – | 1997-12-31 |

| Malmö garnison (F)       | 1941-10-01 | – | 1943-11-30 |
| Malmö garnison/Husie (F) | 1943-12-01 | – | 1982-06-30 |
| Ystads garnison (F)      | 1982-07-01 | – | 1997-12-31 |
| Falsterbo skjutfält (Ö)  | 1945-??-?? | – | 1997-12-31 |
| Kabusa skjutfält (Ö)     | 1982-??-?? | – | 1997-12-31 |

## Galleri

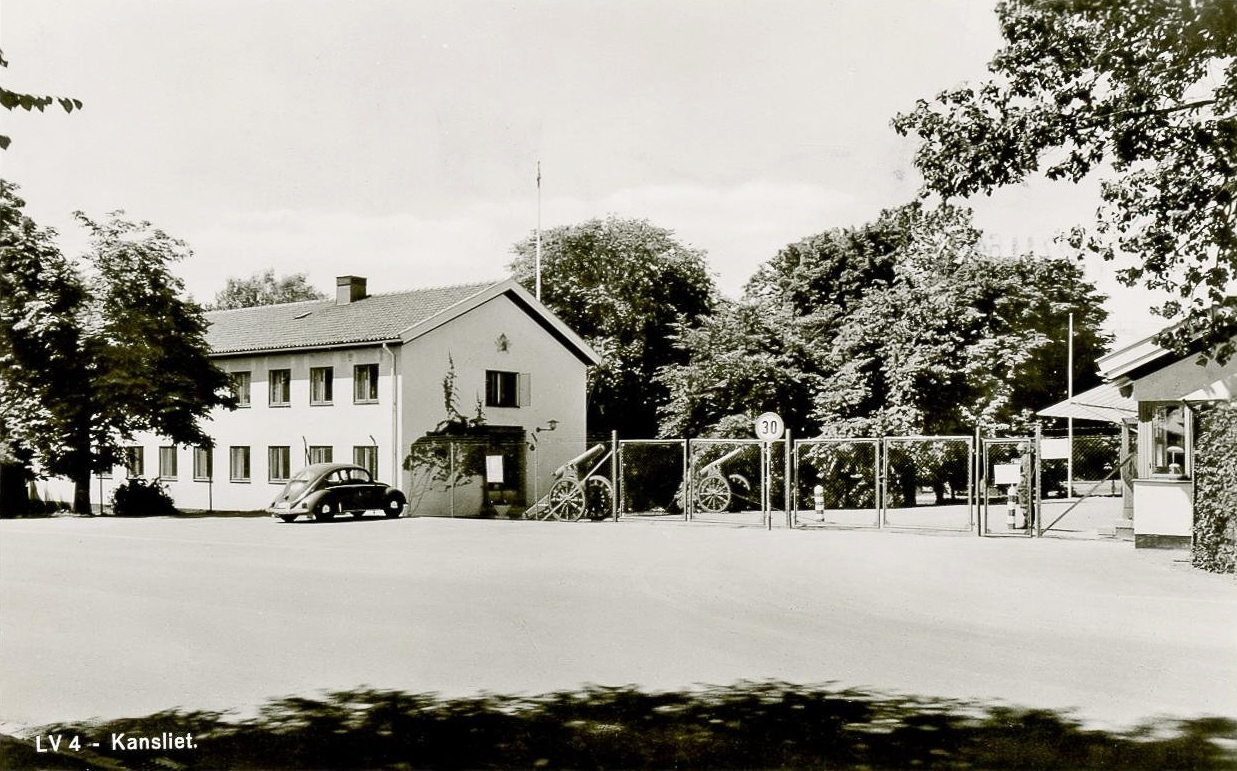
Kanslibyggnaden med kasernvakt i Husie, Malmö.
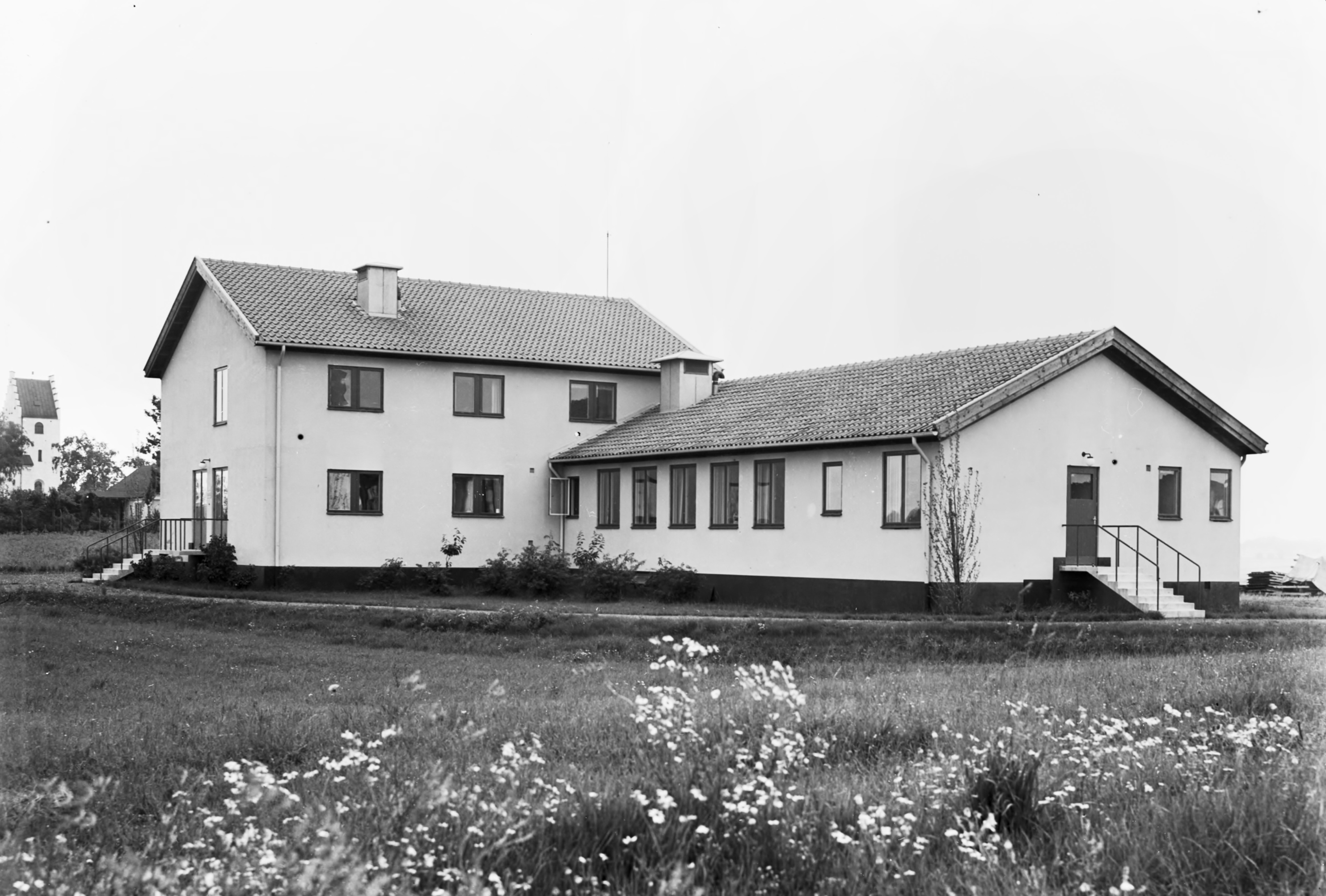
Kasernbyggnad i Husie, Malmö.
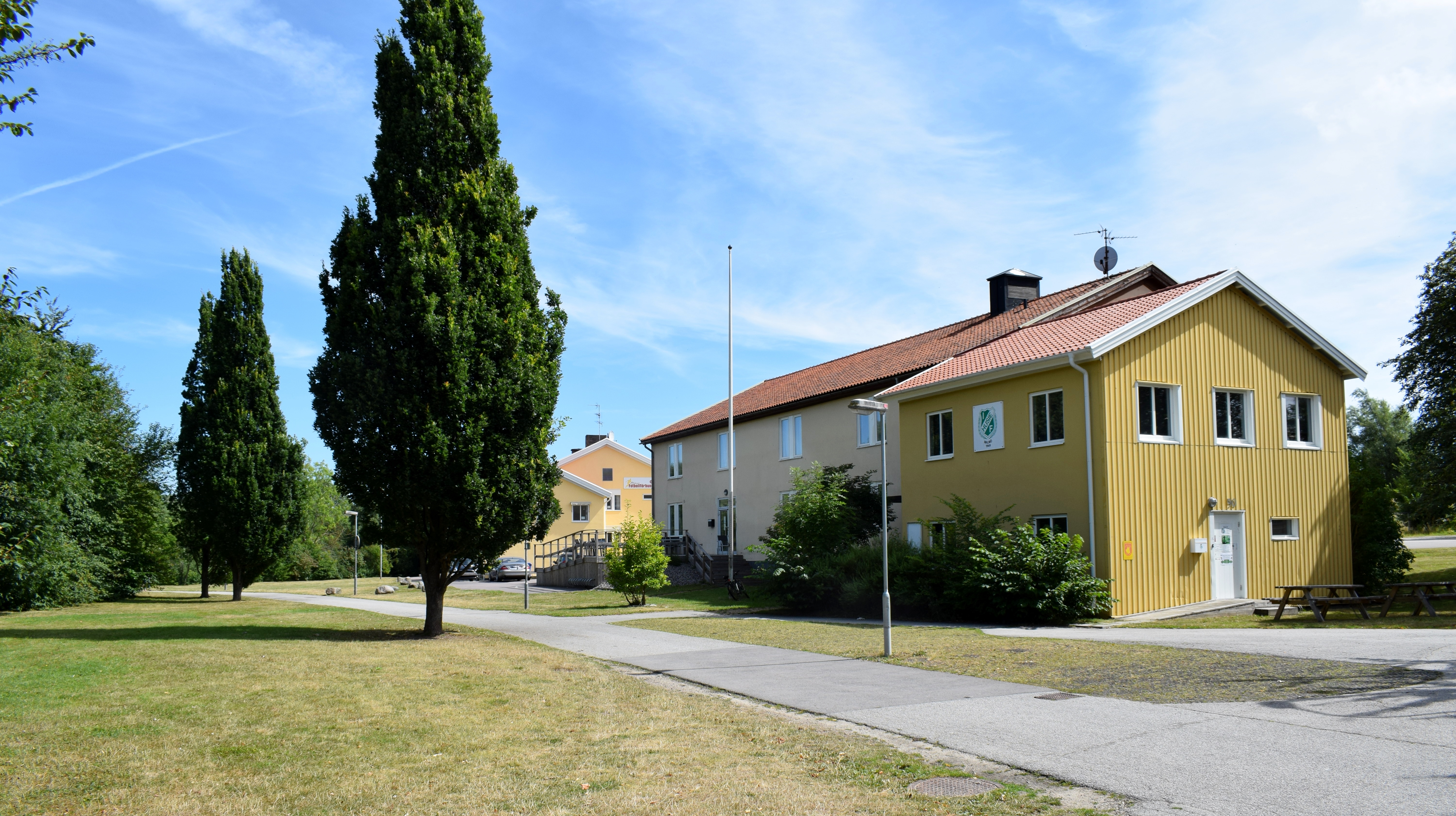
Kasernbyggnader i Husie, Malmö.
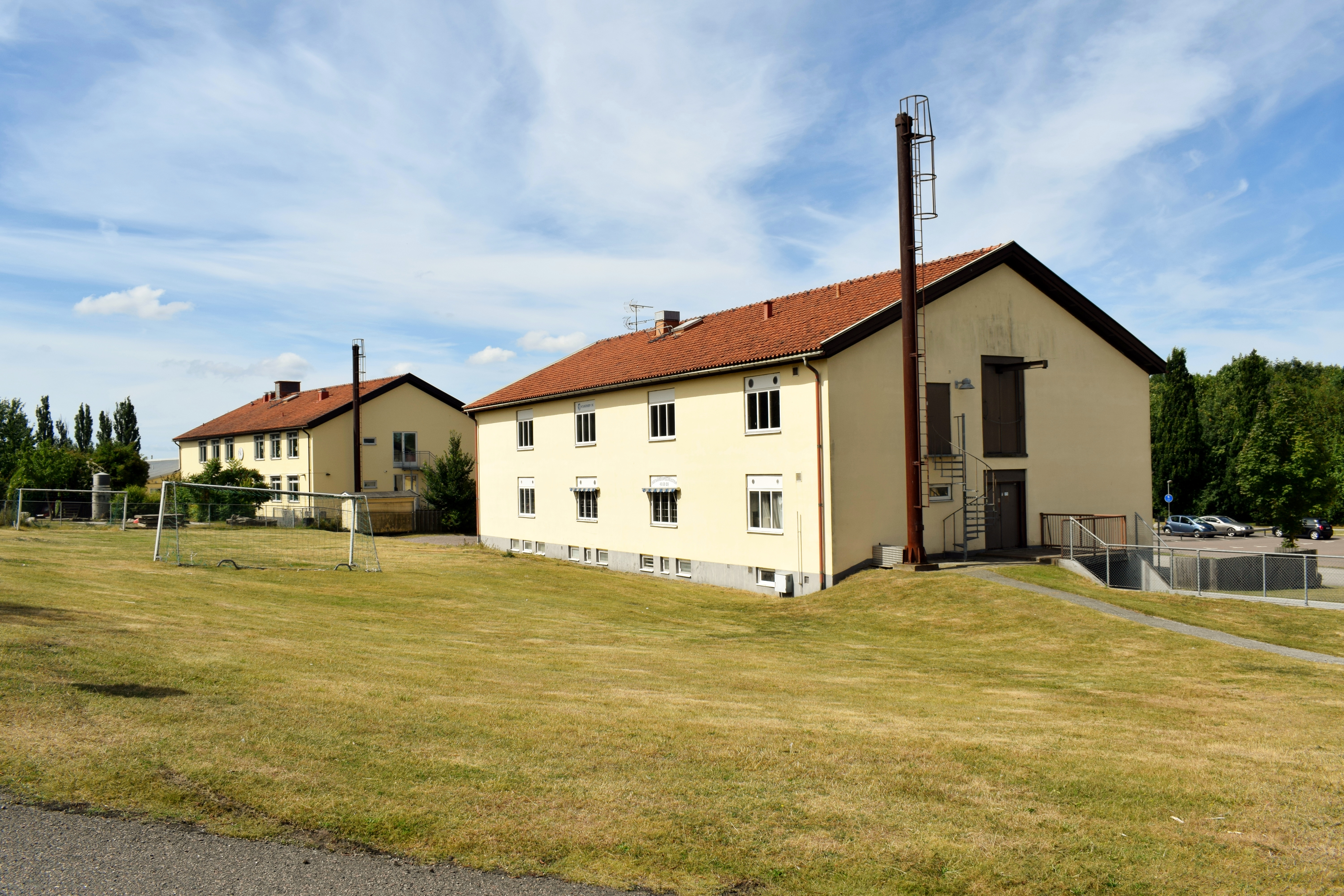
Kasernbyggnader i Husie, Malmö.
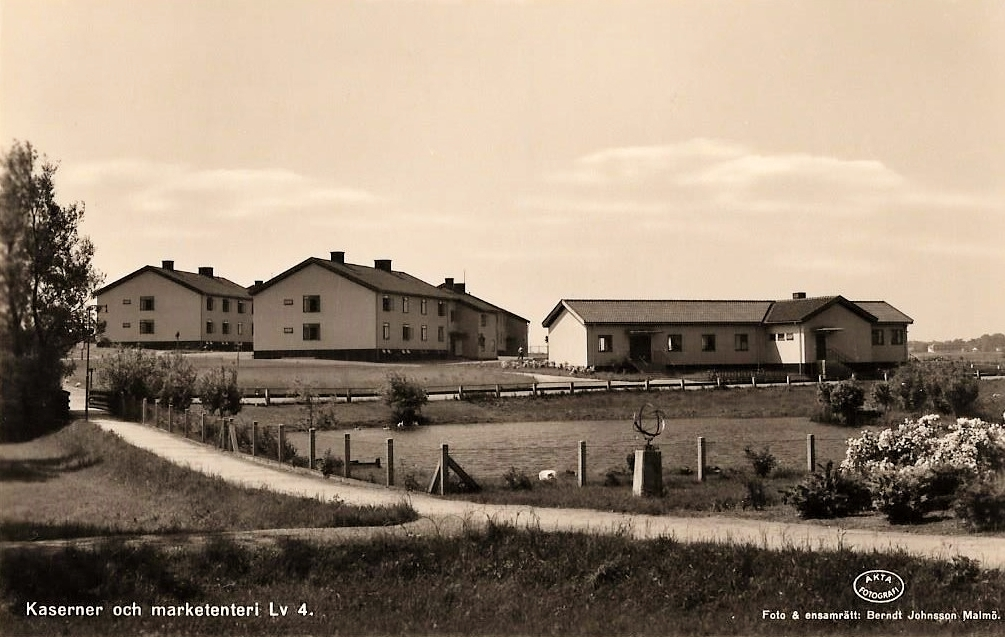
Kaserner och marketenteriet i Husie, Malmö.
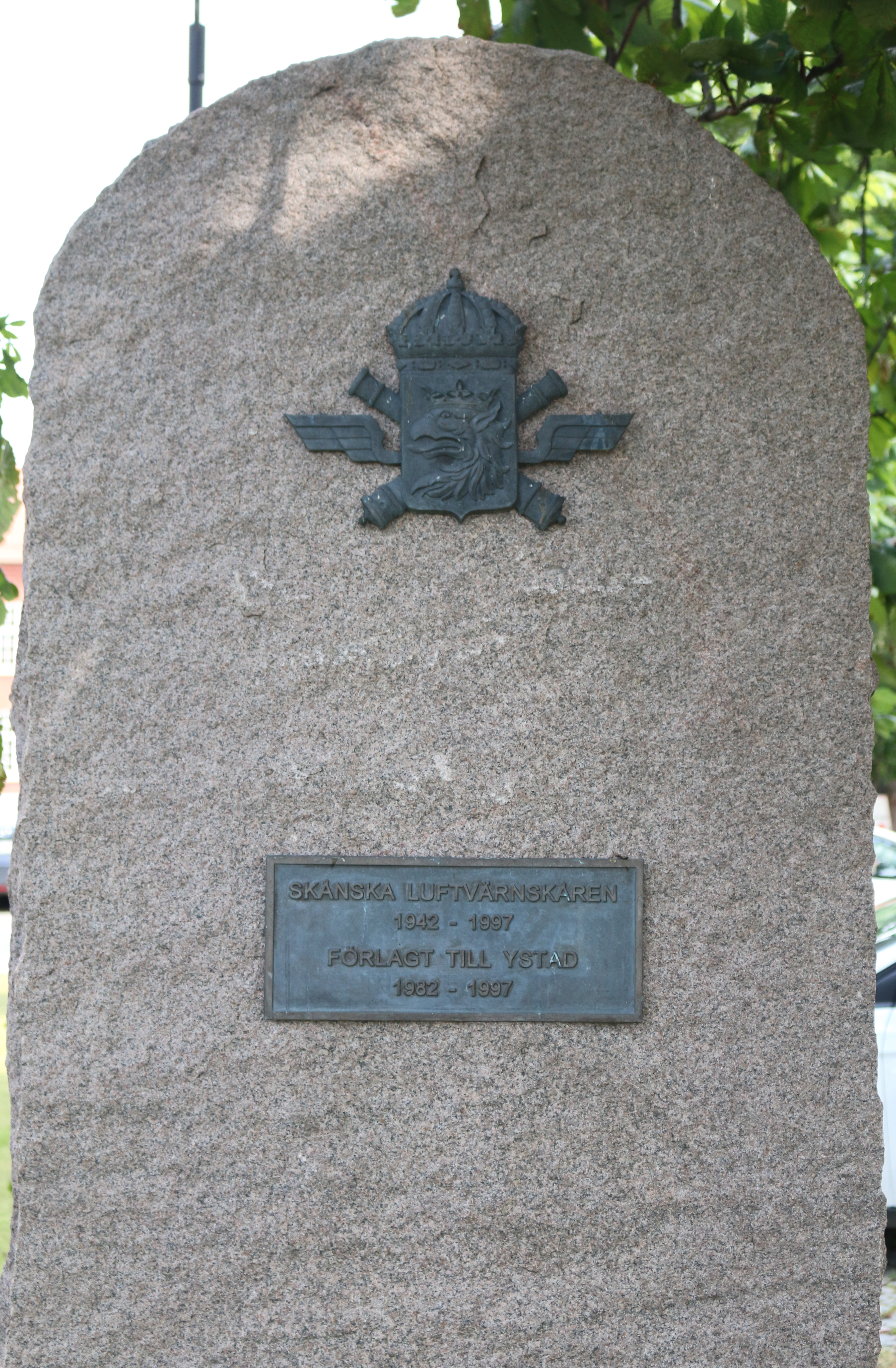
Minnessten för Skånska luftvärnskåren i Ystad.
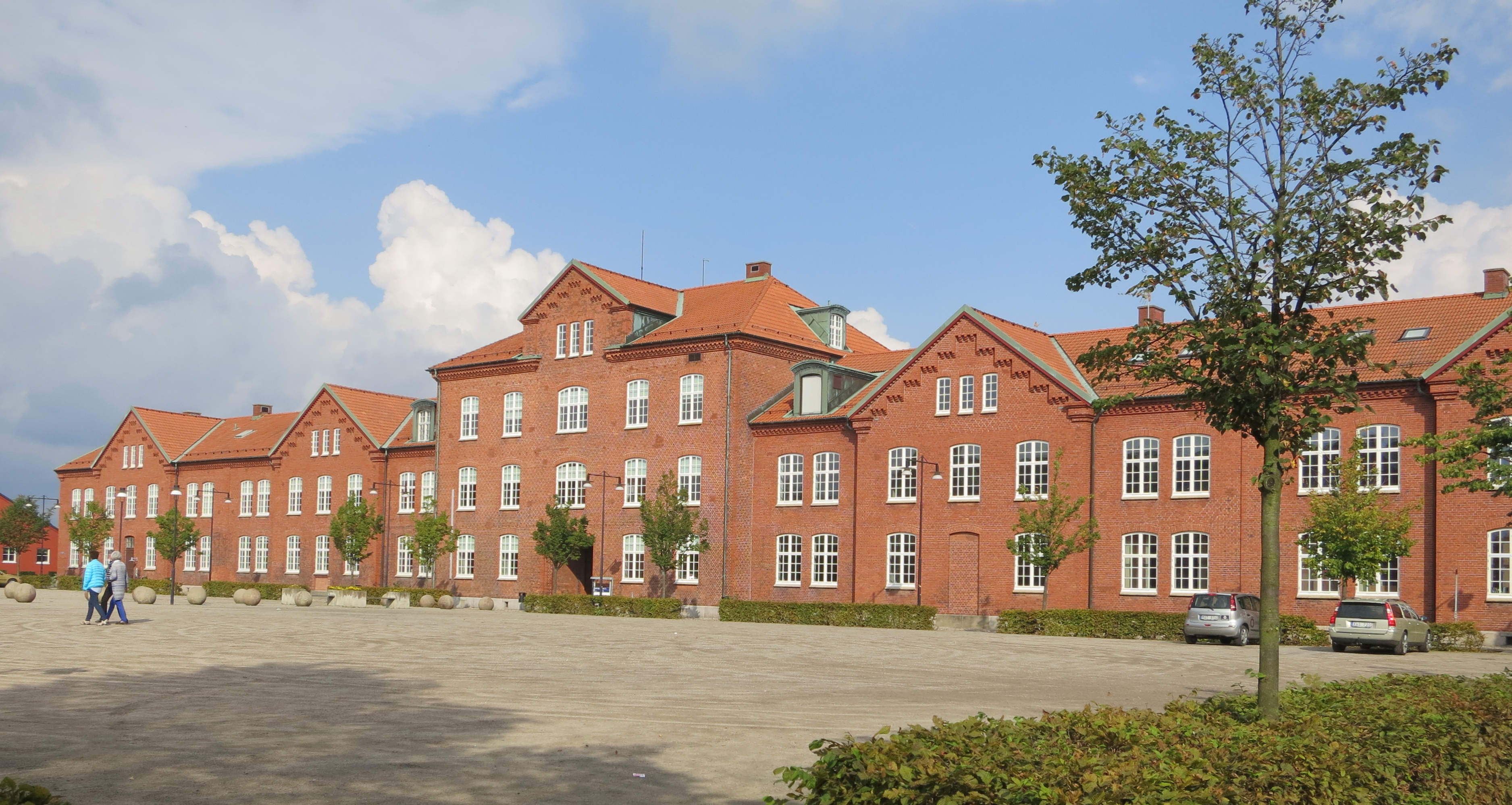
Kasernetablissementet i Ystad.
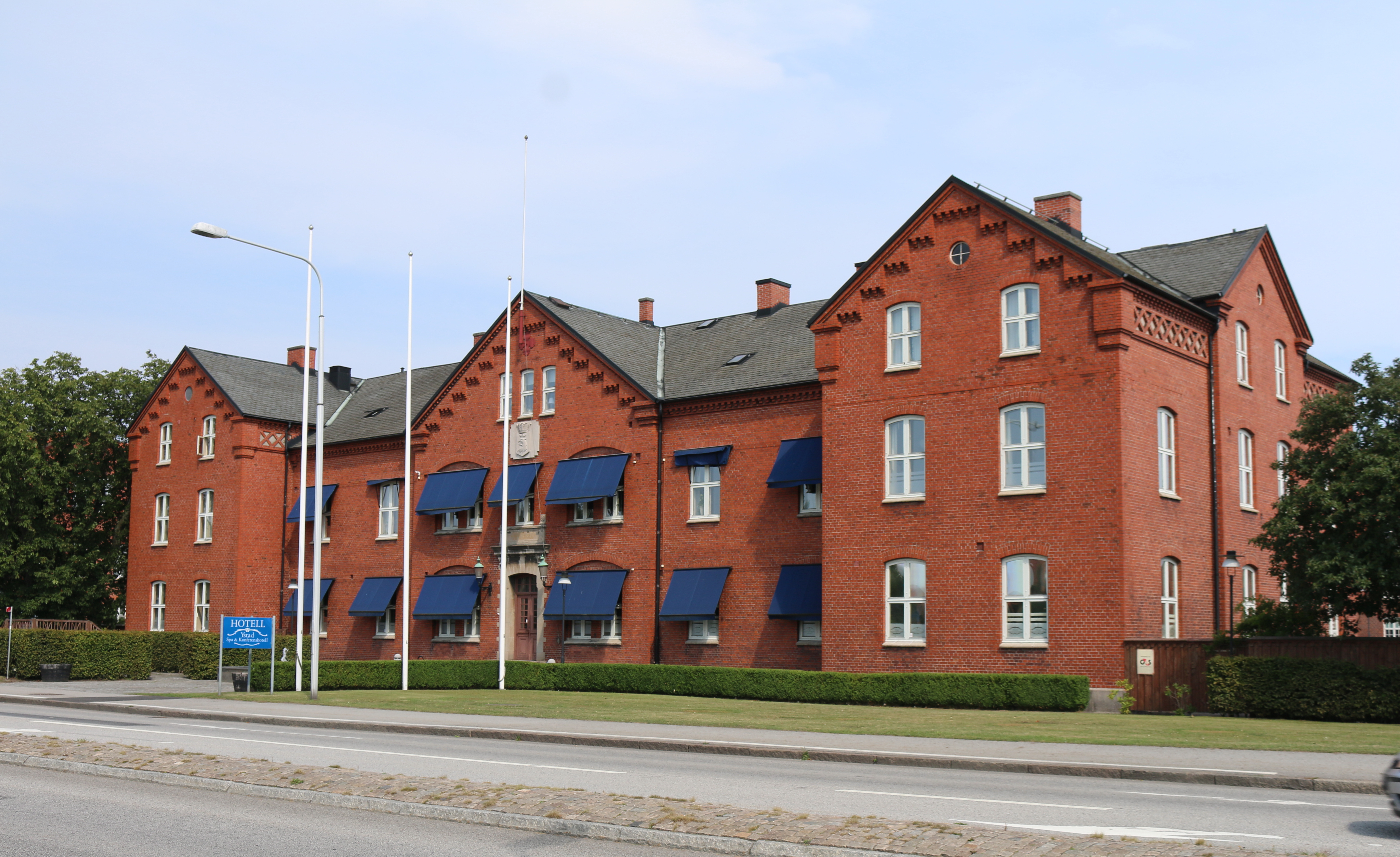
Kasernetablissementet i Ystad.
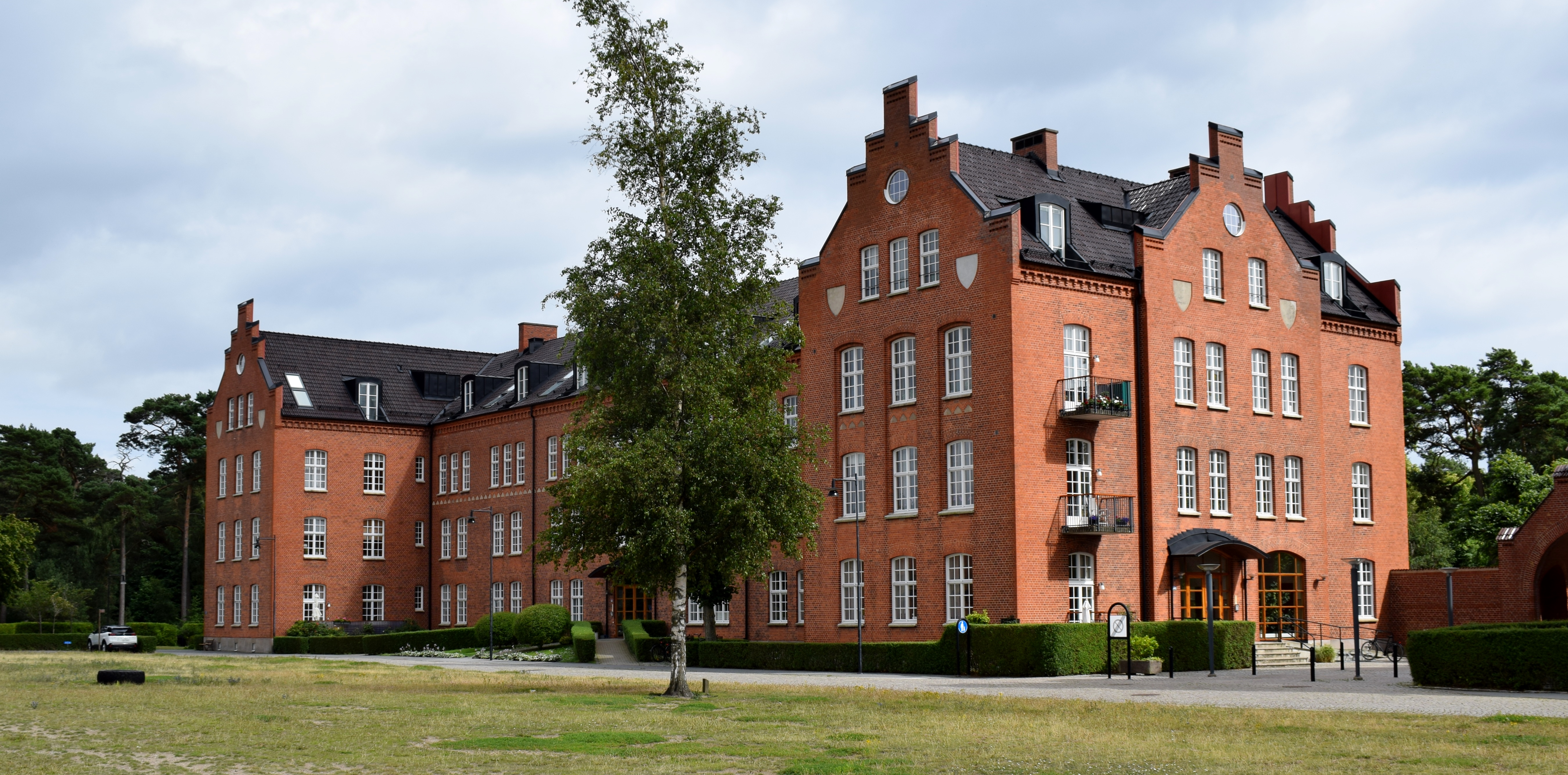
Kasernetablissementet i Ystad, på bilden syns även förbandets traditionsföremål Björken.
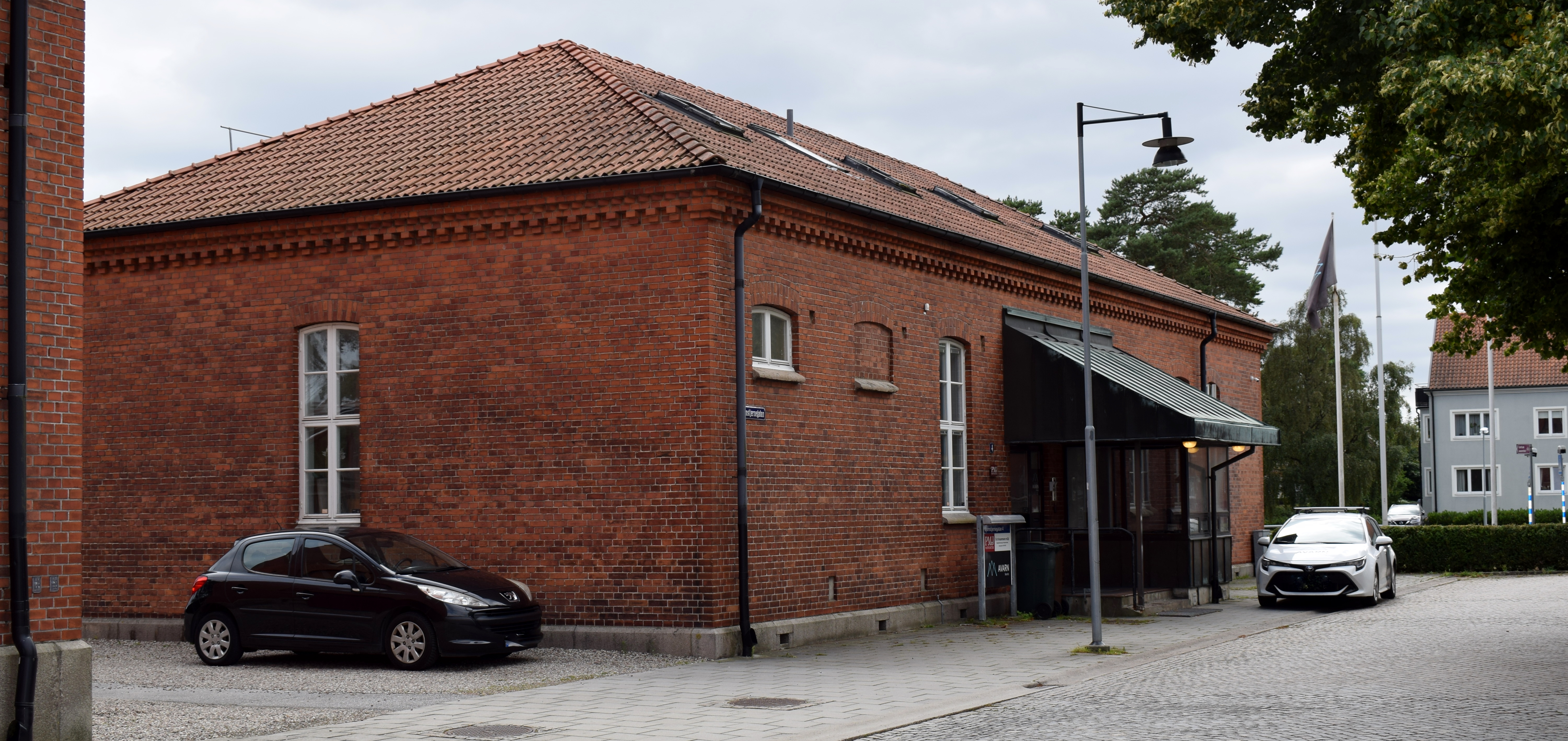
Vaktkasernen i Ystad.